# NGC 118
NGC 118은 고래자리 방향에 위치한 불규칙 은하이다.

## 같이 보기
- 신판일반목록 천체 목록